# 241

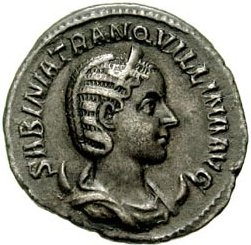
Keizerin Tranquillina

Het jaar 241 is het 41e jaar in de 3e eeuw volgens de christelijke jaartelling.

## Gebeurtenissen

### Italië
- Keizer Gordianus III treedt in het huwelijk met Furia Sabinia Tranquillina en zij ontvangt van de Senaat de titel augusta (keizerin).

### Perzië
- In Ctesifon begint de profeet Mani aan zijn prediking. Hij is de grondlegger van het manicheïsme.
- Shapur I (r. 241-272) volgt zijn vader Ardashir I op als koning van het Perzische Rijk. Hij voert een veroveringsoorlog in Syria, Armenië en bezet de stad Hatra in Mesopotamië.

## Overleden
- Ardashir I (61), koning van de Sassaniden (Perzië)